# Alsó-Szászország települései
Városok és községek Alsó-Szászországban (Németország)
Alsó-Szászországban
- 971 önálló város és község (Gemeinde) található.

Ezek a következőképp oszlanak meg:
- 10 járási jogú város (kreisfreie Stadt),
- 7 önálló nagyváros (große selbständige Stadt)
- 60 önálló község (selbständige Gemeinde), melyből
  - 52 város,
  - 8 község,
- 894 egyéb város és község (sonstige Städte und Gemeinden), melyből:
  - 89 város,
  - 805 község.

122 város és község is van melyek együtt alkotnak közigazgatási egységet (Samtgemeinde).
Alsó-Szászországban 25 „községhez nem tartozó terület” (gemeindefreie Gebiet) van, ezek általában erdőségek és tavak, de van két lakott rész is (gemeindefreien Bezirke: Osterheide und Lohheide.

## Járási jogú városok
- Braunschweig
- Delmenhorst
- Emden
- Göttingen
- Hannover
- Oldenburg
- Osnabrück
- Salzgitter
- Wilhelmshaven
- Wolfsburg

## Önálló nagyvárosok
- Celle
- Cuxhaven
- Goslar
- Hameln
- Hildesheim
- Lingen (Ems)
- Lüneburg

## Önálló községek
| - Achim - Alfeld (Leine) - Aurich - Bad Pyrmont - Barsinghausen - Bramsche - Buchholz in der Nordheide - Burgdorf - Buxtehude - Cloppenburg - Duderstadt - Einbeck - Friesoythe - Ganderkesee - Garbsen - Geestland - Georgsmarienhütte - Gifhorn - Hannoversch Münden - Helmstedt - Holzminden - Isernhagen - Laatzen - Langenhagen - Leer - Lehrte - Melle - Meppen - Neustadt am Rübenberge - Nienburg/Weser | - Norden - Nordenham - Nordhorn - Northeim - Osterholz-Scharmbeck - Osterode am Harz - Papenburg - Peine - Rinteln - Ronnenberg - Schortens - Seelze - Seesen - Seevetal - Sehnde - Springe - Stade - Stuhr - Uelzen - Uetze - Varel - Vechta - Verden (Aller) - Wallenhorst - Walsrode - Wedemark - Weyhe - Winsen (Luhe) - Wolfenbüttel - Wunstorf |

## Városok és községek
A következő politikailag önálló városok és községek találhatók Alsó-Szászországban (a városok vastagon, a mezővárosok dőlttel vannak jelölve):
| Ábécé szerinti tartalomjegyzék                      |
| --------------------------------------------------- |
| A B C D E F G H I J K L M N O P Q R S T U V W X Y Z |

### A
| - Achim - Adelebsen - Adelheidsdorf - Adenbüttel - Adendorf - Adenstedt - Aerzen - Affinghausen - Agathenburg - Ahausen - Ahlden (Aller) - Ahlerstedt - Ahnsbeck | - Ahnsen - Alfeld (Leine) - Alfhausen - Alfstedt - Algermissen - Almstedt - Altenmedingen - Amelinghausen - Amt Neuhaus - Anderlingen - Andervenne - Ankum - Apelern | - Apen - Apensen - Appel - Arholzen - Armstorf - Artlenburg - Asendorf (Diepholz járás) - Asendorf (Harburg járás) - Auetal - Auhagen - Aurich (járás jogú város) - Axstedt |

### B
| - Bad Bentheim - Badbergen - Bad Bevensen - Bad Bodenteich - Baddeckenstedt - Bad Eilsen - Bad Essen - Bad Fallingbostel (járás jogú város) - Bad Gandersheim - Bad Grund (Harz) - Bad Harzburg - Bad Iburg - Bad Laer - Bad Lauterberg im Harz - Bad Münder am Deister - Bad Nenndorf - Bad Pyrmont - Bad Rothenfelde - Bad Sachsa - Bad Salzdetfurth - Bad Zwischenahn - Bahrdorf - Bahrenborstel - Bakum - Balge - Balje - Baltrum - Banteln - Bardowick - Barenburg - Barendorf - Bargstedt - Barnstedt - Barnstorf - Barsinghausen - Barßel - Barum (Lüneburgi járás) - Barum (Uelzeni járás) - Barver - Barwedel - Basdahl - Bassum - Bawinkel | - Beckdorf - Beckedorf - Beckeln - Beedenbostel - Beesten - Beierstedt - Belm - Belum - Bendestorf - Berge - Bergen (Cellei járás) - Bergen an der Dumme - Bergfeld - Berne - Bersenbrück - Berumbur - Betheln - Betzendorf - Bevern - Beverstedt - Bienenbüttel - Bilshausen - Binnen - Bippen - Bispingen - Bissendorf - Bleckede - Blender - Bliedersdorf - Blomberg - Bockenem - Bockhorn - Bockhorst - Bodenfelde - Bodensee - Bodenwerder - Boffzen - Böhme - Bohmte - Boitze - Bokensdorf - Bomlitz | - Börger - Borkum - Börßum - Borstel - Bösel - Bötersen - Bothel - Bovenden - Brackel - Brake (Unterweser) (járás jogú város) - Bramsche - Braunlage - Braunschweig - Breddenberg - Breddorf - Bremervörde - Brest - Brevörde - Brietlingen - Brinkum - Brockel - Bröckel - Brockum - Brome - Bruchhausen-Vilsen - Brüggen - Buchholz - Buchholz (Aller) - Buchholz in der Nordheide - Bückeburg - Bücken - Büddenstedt - Bühren - Bülkau - Bülstedt - Bunde - Burgdorf (Wolfenbütteli járás) - Burgdorf (Hannoveri régió) - Burgwedel - Burweg - Butjadingen - Buxtehude |

### C
| - Cadenberge - Calberlah - Cappeln (Oldenburg) - Celle (járás jogú város) - Clausthal-Zellerfeld | - Clenze - Cloppenburg (járás jogú város) - Colnrade - Coppenbrügge | - Coppengrave - Cramme - Cremlingen - Cuxhaven (járás jogú város) |

### D
| - Dahlem - Dahlenburg - Dahlum - Damme - Damnatz - Danndorf - Dannenberg - Dassel - Dedelstorf - Deensen - Deinste - Deinstedt - Delligsen - Delmenhorst - Denkte - Derental - Dersum | - Despetal - Detern - Dettum - Deutsch Evern - Dickel - Didderse - Diekholzen - Dielmissen - Diepenau - Diepholz (járás jogú város) - Dinklage - Dissen am Teutoburger Wald - Dohren (Emslandi járás) - Dohren (Harburgi járás) - Dollern - Dornum | - Dörpen - Dorstadt - Dörverden - Dötlingen - Drage - Drakenburg - Dransfeld - Drebber - Drentwede - Drestedt - Drochtersen - Düdenbüttel - Duderstadt - Duingen - Dünsen - Dunum |

### E
| - Ebergötzen - Eberholzen - Ebersdorf - Ebstorf - Echem - Edemissen - Edewecht - Egestorf - Eggermühlen - Ehra-Lessien - Ehrenburg - Eickeloh - Eicklingen - Eime - Eimen - Eimke - Einbeck | - Elbe (Alsó-Szászország) - Elbingerode - Eldingen - Elsdorf - Elsfleth - Elze - Embsen - Emden - Emlichheim - Emmendorf - Emmerthal - Emsbüren - Emstek - Emtinghausen - Engden - Engelschoff | - Erkerode - Esche - Eschede - Eschershausen - Esens - Essel - Essen (Oldenburg) - Esterwegen - Estorf (Stadei járás) - Estorf (Weser-Nienburgi járás) - Everode - Eversmeer - Evessen - Eydelstedt - Eyendorf - Eystrup |

### F
| - Farven - Faßberg - Filsum - Fintel - Firrel - Flöthe - Frankenfeld | - Freden (Leine) - Fredenbeck - Freiburg/Elbe - Freistatt - Frellstedt - Freren | - Fresenburg - Friedeburg - Friedland - Friesoythe - Fürstenau - Fürstenberg |

### G
| - Ganderkesee - Gandesbergen - Garbsen - Garlstorf - Garrel - Garstedt - Gartow - Geeste - Geestland - Gehrde - Gehrden - Georgsdorf - Georgsmarienhütte - Gerdau - Gersten - Getelo - Gevensleben | - Geversdorf - Gieboldehausen - Giesen - Gifhorn (járás jogú város) - Gilten - Glandorf - Gleichen - Gnarrenburg - Gödenstorf - Göhrde - Goldenstedt - Gölenkamp - Golmbach - Gorleben - Goslar (járás jogú város) - Göttingen (járás jogú város) - Grafhorst | - Grasberg - Grasleben - Grethem - Gronau (Leine) - Groß Berßen - Großefehn - Großenkneten - Großenwörden - Großheide - Groß Ippener - Groß Meckelsen - Groß Oesingen - Groß Twülpstedt - Grünendeich - Guderhandviertel - Gusborn - Gyhum |

### H
| - Hademstorf - Hage - Hagen am Teutoburger Wald - Hagen im Bremischen - Hagenburg - Hagermarsch - Hahausen - Halbemond - Halle (Bentheimi járás) - Halle (Holzmindeni járás) - Halvesbostel - Hambergen - Hambühren - Hämelhausen - Hameln (járás jogú város) - Hamersen - Hammah - Handeloh - Handorf - Handrup - Hankensbüttel - Hannover (tartományi és régiós főváros) - Hannoversch Münden - Hanstedt (Uelzeni járás) - Hanstedt (Harburgi járás) - Harbarnsen - Hardegsen - Haren (Ems) - Harmstorf - Harpstedt - Harsefeld - Harsum - Hasbergen - Haselünne - Haßbergen - Hassel (Weser) - Hassendorf | - Haste - Hatten - Hattorf am Harz - Häuslingen - Haverlah - Hechthausen - Hedeper - Heede/Ems - Heemsen - Heere - Heeslingen - Heeßen - Hehlen - Heidenau - Heinade - Heinbockel - Heiningen - Heinsen - Hellwege - Helmstedt (járás jogú város) - Helpsen - Helvesiek - Hemmingen - Hemmoor - Hemsbünde - Hemslingen - Hemsloh - Hepstedt - Herzberg am Harz - Herzlake - Hesel - Hespe - Hessisch Oldendorf - Heuerßen - Heyen - Hildesheim (járás jogú város) - Hilgermissen - Hilkenbrook | - Hillerse - Hilter am Teutoburger Wald - Himbergen - Himmelpforten - Hinte - Hipstedt - Hittbergen - Hitzacker - Hodenhagen - Höhbeck - Hohenhameln - Hohne - Hohnhorst - Hohnstorf/Elbe - Holdorf - Holenberg - Holle - Hollenstedt - Hollern-Twielenfleth - Hollnseth - Holste - Holtgast - Holtland - Holzen - Holzminden (járás jogú város) - Hoogstede - Hörden am Harz - Horneburg - Horstedt - Hoya - Hoyerhagen - Hoyershausen - Hude (Oldenburg) - Hüde - Hülsede - Husum - Hüven |

### I
| - Ihlienworth - Ihlow - Ilsede | - Ingeleben - Isenbüttel - Isernhagen | - Isterberg - Itterbeck |

### J
| - Jade - Jameln - Jelmstorf - Jembke | - Jemgum - Jerxheim - Jesteburg - Jever (járás jogú város) | - Jork - Jühnde - Juist |

### K
| - Kakenstorf - Kalbe - Kalefeld - Karwitz - Katlenburg-Lindau - Kettenkamp - Kirchbrak - Kirchdorf - Kirchgellersen | - Kirchlinteln - Kirchseelte - Kirchtimke - Kirchwalsede - Kissenbrück - Klein Berßen - Klein Meckelsen - Kluse - Kneitlingen | - Königslutter am Elm - Königsmoor - Kranenburg - Krebeck - Krummendeich - Krummhörn - Küsten - Kutenholz |

### L
| - Laar - Laatzen - Lachendorf - Lage - Lähden - Lahn - Lamspringe - Lamstedt - Landesbergen - Landolfshausen - Landwehr - Langelsheim - Langen - Langendorf - Langenhagen - Langeoog - Langlingen - Langwedel - Lastrup - Lathen - Lauenau - Lauenbrück | - Lauenförde - Lauenhagen - Leer (járás jogú város) - Leese - Leezdorf - Lehe - Lehre - Lehrte - Leiferde - Lembruch - Lemförde - Lemgow - Lemwerder - Lengede - Lengenbostel - Lengerich - Lenne - Liebenau - Liebenburg - Lilienthal - Lindern (Oldenburg) | - Lindhorst - Lindwedel - Lingen (Ems) - Linsburg - Lohne - Löningen - Lorup - Loxstedt - Lübberstedt - Lübbow - Lüchow (Wendland) (járás jogú város) - Luckau (Alsó-Szászország) - Lüder - Lüdersburg - Lüdersfeld - Lüerdissen - Luhden - Lüneburg (járás jogú város) - Lünne - Lütetsburg - Lutter am Barenberge |

### M
| - Maasen - Marienhafe - Marienhagen - Mariental - Marklohe - Marl - Marschacht - Martfeld - Marxen - Mechtersen | - Meerbeck - Meine - Meinersen - Melbeck - Melle - Mellinghausen - Menslage - Meppen (járás jogú város) - Merzen - Messenkamp | - Messingen - Mittelnkirchen - Mittelstenahe - Moisburg - Molbergen - Moormerland - Moorweg - Moringen - Müden (Aller) - Munster |

### N
| - Nahrendorf - Natendorf - Neetze - Negenborn - Nenndorf - Neubörger - Neu Darchau - Neuenhaus - Neuenkirchen (Stadei járás) - Neuenkirchen (Diepholzi járás) - Neuenkirchen (Cuxhaveni járás) - Neuenkirchen (Osnabrücki járás) - Neuenkirchen (Heidekreisi járás) - Neuenkirchen-Vörden | - Neuharlingersiel - Neuhaus (Oste) - Neuhof - Neukamperfehn - Neulehe - Neuschoo - Neustadt am Rübenberge - Neu Wulmstorf - Niederlangen - Niedernwöhren - Niemetal - Nienburg/Weser (járás jogú város) - Nienhagen - Nienstädt | - Norden - Nordenham - Norderney - Nordhorn (járás jogú város) - Nordleda - Nordsehl - Nordstemmen - Nörten-Hardenberg - Northeim (járás jogú város) - Nortmoor - Nortrup - Nottensdorf |

### O
| - Oberlangen - Oberndorf - Obernfeld - Obernholz - Obernkirchen - Ochtersum - Odisheim - Oederquart - Oerel - Oetzen - Ohne | - Ohrum - Oldenburg - Oldendorf (Stadei járás) - Oldendorf (Luhe) - Osloß - Osnabrück (járás jogú város) - Osteel - Osten - Osterbruch - Ostercappeln - Ostereistedt | - Osterholz-Scharmbeck (járás jogú város) - Osterode am Harz (járás jogú város) - Osterwald - Ostrhauderfehn - Ottenstein - Otter - Otterndorf - Ottersberg - Ovelgönne - Oyten |

### P
| - Papenburg - Parsau - Pattensen - Pegestorf | - Peine (járás jogú város) - Pennigsehl - Pohle - Polle | - Pollhagen - Prezelle - Prinzhöfte |

### Q
| - Quakenbrück - Quendorf | - Querenhorst | - Quernheim |

### R
| - Räbke - Radbruch - Raddestorf - Rastdorf - Rastede - Rätzlingen - Rechtsupweg - Reeßum - Regesbostel - Rehburg-Loccum - Rehden - Rehlingen - Reinstorf - Remlingen - Renkenberge | - Rennau - Reppenstedt - Rethem (Aller) - Rhade - Rhauderfehn - Rhede (Ems) - Rheden - Rhumspringe - Ribbesbüttel - Riede - Rieste - Ringe - Rinteln - Ritterhude - Rodenberg | - Rodewald - Rohrsen - Roklum - Rollshausen - Römstedt - Ronnenberg - Rosche - Rosdorf - Rosengarten - Rotenburg (Wümme) (járás jogú város) - Rötgesbüttel - Rüdershausen - Rühen - Rullstorf |

### S
| - Sachsenhagen - Salzbergen - Salzgitter - Salzhausen - Salzhemmendorf - Samern - Sandbostel - Sande - Sarstedt - Sassenburg - Saterland - Sauensiek - Schapen - Scharnebeck - Scheden - Scheeßel - Schellerten - Schiffdorf - Schladen-Werla - Schnackenburg - Schnega - Schneverdingen - Scholen - Schönewörde - Schöningen - Schöppenstedt - Schortens - Schüttorf - Schwaförden - Schwanewede - Schwarme - Schwarmstedt - Schweindorf - Schweringen | - Schwerinsdorf - Schwienau - Schwülper - Seeburg - Seedorf - Seelze - Seesen - Seevetal - Seggebruch - Sehlde - Sehlem - Sehnde - Selsingen - Semmenstedt - Seulingen - Sibbesse - Sickte - Siedenburg - Sittensen - Soderstorf - Sögel - Söhlde - Söllingen - Soltau - Soltendieck - Sottrum - Spahnharrenstätte - Spelle - Spiekeroog - Sprakensehl - Springe - Stade (járás jogú város) - Stadland - Stadthagen (járás jogú város) | - Stadtoldendorf - Staffhorst - Staufenberg - Stavern - Stedesdorf - Steimbke - Steinau - Steinfeld (Oldenburg) - Steinhorst - Steinkirchen - Stelle - Stemmen - Stemshorn - Steyerberg - Stinstedt - Stöckse - Stoetze - Stolzenau - Stuhr - Südbrookmerland - Suderburg - Südergellersen - Südheide - Sudwalde - Suhlendorf - Sulingen - Süpplingen - Süpplingenburg - Süstedt - Sustrum - Surwold - Suthfeld - Syke |

### T
| - Tappenbeck - Tarmstedt - Tespe - Thedinghausen - Thomasburg - Thuine | - Tiddische - Tiste - Toppenstedt - Tostedt - Tosterglope | - Trebel - Tülau - Twieflingen - Twist - Twistringen |

### U
| - Uchte - Uehrde - Uelsen - Uelzen (járás jogú város) | - Uetze - Ummern - Undeloh - Upgant-Schott | - Uplengen - Uslar - Utarp |

### V
| - Vahlberg - Vahlbruch - Vahlde - Varel - Varrel - Vastorf - Vechelde | - Vechta (járás jogú város) - Velpke - Veltheim (Ohe) - Verden (Aller) (járás jogú város) - Vierden - Vierhöfen - Visbek | - Visselhövede - Vögelsen - Vollersode - Voltlage - Vordorf - Vorwerk - Vrees |

### W
| - Waake - Waddeweitz - Wagenfeld - Wagenhoff - Wahrenholz - Walchum - Walkenried - Wallenhorst - Wallmoden - Walsrode - Wangelnstedt - Wangerland - Wangerooge - Wanna - Warberg - Wardenburg - Warmsen - Warpe - Wasbüttel - Wathlingen - Wedemark - Weener - Weenzen - Wehrbleck - Welle - Wendeburg - Wendisch Evern - Wennigsen (Deister) - Wenzendorf - Werdum | - Werlte - Werpeloh - Wesendorf - Weste - Westergellersen - Westerholt - Westerstede (járás jogú város) - Westertimke - Westerwalsede - Westfeld - Westoverledingen - Wetschen - Wettrup - Weyhausen - Weyhe - Wieda - Wiedensahl - Wiefelstede - Wielen - Wienhausen - Wiesmoor - Wietmarschen - Wietze - Wietzen - Wietzendorf - Wildeshausen (járás jogú város) - Wilhelmshaven - Wilstedt - Wilsum - Wingst | - Winkelsett - Winnigstedt - Winsen (Aller) - Winsen (Luhe) (járás jogú város) - Winzenburg - Wippingen - Wirdum - Wischhafen - Wistedt - Wittingen - Wittmar - Wittmund (járás jogú város) - Wittorf - Wohnste - Wolfenbüttel (járás jogú város) - Wolfsburg - Wollbrandshausen - Wollershausen - Wölpinghausen - Wolsdorf - Woltersdorf - Woltershausen - Worpswede - Wrestedt - Wriedel - Wulfsen - Wulften am Harz - Wunstorf - Wurster Nordseeküste - Wustrow (Wendland) |

### Z
| - Zernien - Zetel | - Zeven | - Zorge |